# 러시아어 문법
다음은 러시아어의 문법에 관한 설명이다.

## 명사
명사는 남성, 중성, 여성의 3개의 성으로 나뉘어 있다. 남성명사는 자음, -й, ь으로 끝나고, 여성명사는 ―а,-я,-ь의 어미로 끝나고, 중성명사는 ―о, -е, -мя로 끝나는 것이 보통이다.
복수인 경우에는 남성 및 여성 명사는 어미의 경·연으로 ―ы와 ―и로 끝나고, 중성 명사는―а와 ―я로 끝난다.
명사의 격은 주격, 생격, 여격, 대격, 조격, 전치격의 6가지 격종류 말고도 일부는 호격으로 바뀐다. (예: Боже мой! 나의 신이여!)
수사와 수사에 관련된 명사는 특수한 변화를 보인다. 1은 단수 주격이지만, 2-4 은 단수생격, 5이상이 복수생격을 받는다. 2-4의 단수생격은 쌍수형의 자취이다.

### 인칭대명사
|       | 단수                                                  | 복수                               |
| ----- | ----------------------------------------------------- | ---------------------------------- |
| 1인칭 | я 야 -나는(I)                                         | мы 믜 -우리들은(we)                |
| 2인칭 | ты 띄 -너는(you) Вы 븨 -당신은                        | Вы 븨 -당신들은(you)               |
| 3인칭 | он 온 -그는(he) она 아나 -그녀는 оно 아노 -그것은(it) | они 아니 -그들은 그녀들은 그것들은 |

모두 주격을 이용하고 있다. 높여 부르는 Вы에서 "В"는 대문자여야 한다. 여러 사람들 앞에서는 무조건 Вы를 사용해야 하며, 나이의 높고 낮음에 상관 없이 서로가 친하다고 느껴지면 ты를 사용할 수 있다.
| 소유자 | 단수       | 소유          | 피소유자 |
| ------ | ---------- | ------------- | -------- |
| 나     | я (야)     | мой (모이)    | 남성     |
|        |            | моя (마야)    | 여성     |
|        |            | моё (마요)    | 중성     |
|        |            | мои (마이)    | 복수     |
| 너     | ты (띄)    | твой (뜨보이) | 남성     |
|        |            | твоя (뜨바야) | 여성     |
|        |            | твоё (뜨바요) | 중성     |
|        |            | твои (뜨바이) | 복수     |
| 그     | он (온)    | его (이보)    | 남성     |
| 그녀   | она (아나) | её (이요)     | 여성     |
| 그것   | оно (아노) | его (이보)    | 중성     |
| 우리   | мы (믜)    | наш (나쉬)    | 남성     |
|        |            | наша (나샤)   | 여성     |
|        |            | наше (나쉐)   | 중성     |
|        |            | наши (나시)   | 복수     |
| 너희   | вы (븨)    | ваш (바쉬)    | 남성     |
|        |            | ваша (바샤)   | 여성     |
|        |            | ваше (바쉐)   | 중성     |
|        |            | ваши (바시)   | 복수     |
| 그들   | они (아니) | их (이흐)     | 남성     |

## 동사
러시아어 동사의 시제는 과거, 현재, 미래의 총 3가지로 구성된다. 발화 시점을 기준으로 발화 시점 이전은 '과거', 발화 시점과 일치하면 '현재', 발화 시점 이후면 '미래' 시제이다.
과거: Три часа назад Иван читал книгу. (세 시간 전에 이반은 책을 읽고 있었다.)
현재: Сейчас Иван читает книгу. (지금 이반은 책을 읽고 있다.)
미래: Через три часа Иван будет читать книгу. (세 시간 후에 이반은 책을 읽을 것이다.)

하지만, 발화 시점과 사건 시간의 선후관계를 항상 엄격하게 반영하는 것은 아니다. 화자가 어떤 사건을 발화 시점에 유효하다고 생각하면 현재 시제를 사용할 수도 있는 것이다. 예를 들면, 시대를 막론하고 유효한 보편적 사실이나 격언 등은 현재 시제로 주로 표현하곤 한다.
예시 1) Все люди умирают. (모든 사람은 죽는다.)
예시 2) После зим наступает весна. (겨울이 가면 봄이 온다.)

과거나 미래 시제의 의미를 가지지만 발화할 때 현재 시제를 사용하거나 미래(과거) 시제의 의미를 표현하기 위해 과거(미래) 시제 형태를 사용하는 경우도 있다. 이를 ‘시제의 전이적 사용(переносное употребление времён)’이라고 부른다. 모든 유형의 시제 전이는 서술적 기능 측면에서 형태상의 시제와 의미상의 시제의 불일치를 유발한다.

러시아어에서는 시제와 상(вид)이 긴밀한 관계를 맺으며, 더욱 세밀한 의미 표현을 가능케 한다. 흔히 이를 ‘시상범주(시제 + 상)’이라는 용어로 표현한다. 러시아어의 상은 불완료상(НСВ)과 완료상(СВ)으로 나뉘고, 시제는 과거, 현재, 미래의 3가지 범주로 나뉘지만, 완료상 현재시제는 존재하지 않기 때문에 5개의 순서쌍만이 존재한다.
동사는 완료체(러시아어: CB - 에스베)와 불완료체(러시아어: HCB - 엔에스베)로 구성되어 있다. 이는 각각 완망상(perfective)과 비완망상(imperfective)에 대응한다.

### 러시아어 시제의 전이적 사용 (переносное употребление времён)[1]
시제의 전이적 사용은 의미적 시제와 형태적 시제를 다르게 사용하는 특징적 형태이며, 과거의 맥락에 현재 시제 형태를 사용하는 것 혹은 미래의 맥락에 현재 시제 형태를 사용하는 것 등이 있다. 이러한 불일치는 뉘앙스 표현 및 오버톤(обертон) 부여 등의 기능을 가진다. 이때, 오버톤(обертон)이란 함축, 내포, 암시 등을 뜻한다.
현재 시제형 동사의 전이적 사용
역사적 현재(настоящее историческое)는 러시아어에서 과거 시제 의미를 현재 형태로 나타내는 대표적인 예이다. 이러한 기법은 과거의 사실을 마치 현재에서 일어나는 것처럼 생생하게 묘사해 줘 표현성을 높여주기에, 구어체나 문학작품에서 종종 찾아볼 수 있다.
예시) Возвращаюсь я вчера вечером из библиотеки, иду по нашему переулку, вдруг слышу за своей спиной знакомый голос... (어제 저녁 도서관에서 돌아오는 길에 골목을 걷고 있는데 갑자기 등 뒤에서 낯익은 목소리가 들려왔다…)
위의 문장을 보면, вчера вечером(어제 저녁)을 사용하며 과거 시제에 초점을 맞추고 있다. 하지만, 사용된 동사들(Возвращаюсь, иду, слышу)은 불완료상 현재 시제로, 과거 시제 의미와 현재 시제 형태의 불일치가 나타난다. 이러한 사용은 현재의 시점에서 과거에 일어났던 사건을 이야기할 때 자주 찾아볼 수 있다.
과거와 마찬가지로, 미래 시제도 전이적으로 사용할 수 있다. 미래 의미의 전이적 사용은 크게 2가지 유형으로 나누어 볼 수 있다.
첫 번째로는 ‘의도한 행동의 현재 시제형’이 있다. 미래에 특정한 행동을 실행할 것이라는 강한 확신이 있을 때 미래 의미적 시제와 현재 형태적 시제를 함께 사용할 수 있다.
예시) Я будущей зимой уезжаю заграницу. (나는 내년 겨울에 해외로 떠날 것이다.)
위의 예시에서는, будущей зимой(내년 겨울)을 사용하며 미래 시제에 중점을 뒀지만, 현재 시제인 уезжаю의 사용으로 시제의 불일치가 존재한다.
두 번째는 ‘상상하고 있는 행위의 현재시제형’으로, 앞선 역사적 현재와 같이 미래에서 일어날 일을 현재에서 일어나고 있는 것처럼 생생하게 전해주는 경우이다.
예시) Вообразите же, что вы встречаетесь с неи потом, через несколько времени, в высшем обществе; встpечаетесь где-нибудь на бале... Она танцует. (당신이 그녀와 만나고 시간이 좀 지난 후에 최고위층 모임에 있다고 상상해 보세요. 무도회에 어느 곳에선가 만나고… 그녀는 춤을 춥니다.)
이 예시에서는 미래의 일을 상상하고 있음에도, 행동을 현재 시제(встpечаетесь, танцует)로 묘사하며 생동감을 전해준다.
상과 어휘의 의미
상은 어휘의미와 밀접한 관계를 가진다. 
벤들러(Vendler)는 동사가 나타내는 정황의 시간적 특성을 기반으로 동사를 크게 4가지로 분류한다. 1) 완수 2) 활동 3) 상태 4) 달성
1.   완수
어떤 사건이 특정 시점에 완료되거나 끝났음을 나타내는 동사이다.
Ex) Построить дом “집을 짓다”
: ‘건축’은 일정 기간 동안 계속되지 않고 명확한 완료 지점이 존재하는 동사이다. “집을 지어왔다”는 어떤 행위가 특정 시점에 완료되었음을 나타낸다. 
2.   활동
사건이 지속되는 동안의 상태를 나타내는 동사이다.
Ex) ходить “걷다”
: 시작과 끝니 명확하지 않고 계속해서 진행되는 활동을 나타낸다.

3.    상태
특정 시점에서의 상태를 나타내는 동사이다.
Ex) он любит кошек “그는 고양이를 좋아한다.”
: ‘좋아하다’는 특정 시점에서의 지속되는 감정 상태를 나타낸다. 변하지 않는 상태나 조건을 말한다.

4.    달성
순간적으로 발생하는 사건을 나타내는 동사이다.
Ex) прибыть “도착하다”
: ‘도착하다’는 순간적으로 발생하는 사건을 나타낸다. 도착은 특정 지점에서 일어나며, 시작과 종료가 명확하게 정의되는 동작을 나타내는 존재 동사이다.
이러한 벤들러의 동사 분류는 이후 많은 동사 연구에 활용되었다. 그러나 러시아어에는 이러한 분류가 잘 맞지 않는다는 한계를 지닌다. 벤들러는 동사의 어휘 의미를 기반으로 분류하였지만, 러시아어는 동일한 어휘 의미를 갖더라도 상에 따라 다른 분류가 가능하기 때문이다. 
러시아어는 동사가 어떠한 정황을 표현하는가, 즉, 어떠한 의미를 가지는가에 따라서 상의 사용이 달라질 수 있다. 따라서 러시아어 동사는 다음 4가지로 분류할 수 있다.
1.    어휘 의미가 ‘상태’를 나타내는 경우
주로 불완료사이 사용된다. 이러한 경우 완료상 짝이 없거나, 있는 경우 불완료상 의미에 지속사 по-,про-가 결합하여 생성된다.
Ex) быть, иметь, знать
Ex) по +стоять, жить

2.    어휘 의미가 ‘과정’이나 그 ‘과정의 누적’에 의한 ‘비정점적 완수’를 나타내는 경우
전자는 불완료상, 후자는 완료상으로 표현한다. 기본적으로 불완료상으로 표현된다고 생각하면 쉽다.
Ex) Сейчас я пью кофе. 커피를 마시는 과정: 불완료상 
Ex) Утром я выпил(а) кофе с Виктором. 커피를 마신 행위 완수: 완료상

3.    어휘 의미가 ‘정점지향적 완수’나 ‘정점을 향한 시도로서 과정’을 나타내는 경우
전자는 완료상으로, 후자는 불완료상으로 표현한다. 기본적으로 완료상으로 표현된다고 생각하면 쉽다.
Ex) Он сдал экзамен 합격했다: 완료상
Ex) он сдавал экзамен (반복의 의미 x) 시험을 쳤다: 불완료상

4.    어휘 의미가 순간적인 달성을 뜻하는 경우
주로 완료상이 사용된다.
Ex) найти 찾아내다: 완료상
Ex) искать 찾고 있다: 불완료상
러시아어 동사의 상은 불완료상과 완료상으로 구분할 수 있다.
1. 불완료상
1-1. 진행
불완료상의 진행은 일정 시간 또는 기간 동안에 행위가 진행됨을 의미한다.
Он читал книгу в течение пяти часов.
그는 5시간 동안 책을 읽고 있다.

1-2. 반복
불완료상의 반복은 어떤 행위를 여러 번 함을 의미한다.
Она пьёт кофе каждый день.
그녀는 매일 커피를 마신다.

1-3. 행위 자체에 관심
불완료상의 행위 자체에 관심은 화자가 행위를 했는지 안했는지에 관심이 있을 때를 의미한다.
Ты поел? Да, поел
너 밥 먹었어? 응 먹었어

1-4. 동시에 일어나는 행위
불완료상 동사의 동시에 일어나는 행위는 모든 행위가 한 번에 일어남을 의미한다.
Я звонил по работе.
나는 업무를 하면서 전화를 했다. 

2. 완료상
2-1. 달성
완료상의 달성은 진행 중인 행위를 완결함을 의미한다.
Он закончил чтение за пять часов.
그는 5시간만에 책을 다 읽었다

2-2. 1회성
완료상의 1회성은 어떤 행위를 특정 시점에(만) 함을 의미한다.
Она пила кофе только сегодня.
그녀는 오늘만 커피를 마셨다.

2-3. 행위 결과에 관심
완료상의 행위 결과에 관심은 화자가 행위의 결과물이 있는지 없는지에 관심이 있을 때를 의미한다.
Ты все съел? Я все не съел
너 밥 다 먹었어? 다 안 먹었어.

2-4. 순차적 행위
완료상 동사의 순차적 행위는 어떤 행위가 끝나고 다른 행위가 이어서 일어남을 의미한다.
Я позвонил после работы.
나는 업무를 하고 나서 전화를 했다.   
러시아어에서는 상의 개념이 시제와도 밀접하게 연결되어 있다. 
<미래시제에서 불완료상과 완료상 동사의 용법>
불완료상 동사
1.상적의미 
- 미래 시제에서 (1)행위의 진행, (2)행위의 반복, (3)미래에서 행위의 사실, (4)행위의 시작으로의 권유를 뜻한다. 미래시제에서 행위사실의 의미는 기본적으로 행위의 진행이나 지속, 연장성에 관해 생각할 수 있는 동사들에게서 나타나고, 이는 동사 быть가 갖는 의미와 가깝다.
(1) Я буду читать журнал, когда ты придёшь ко мне.
네가 나에게 올 때, 나는 잡지를 읽고 있을 것이다. 
(2) После ужина обычно Олег будет читать газету, его жена будет смотреть телевизор.
보통 저녁 식사 후 알렉은 신문을 읽을 것이고, 그의 부인은 텔레비전을 볼 것이다.
(3) Вы будете выходить? 
(버스에서) 내리실 겁니까?
(4) Мы поужинаем и будем ложиться.
우리가 저녁을 다 먹으면 어서 자야 될 것이다.
- 제한반복과 무제한 반복 의미(кратность), 지속의 의미(длительность), 일반 사실 의미(общефактическое значние)를 실현한다. 반복 의미는 완료형 동적상황의 새로운 상태 의미와 강한 대립 관계에 있다. 지속의 의미는 미래에 대란 의도 계획, 예측을 언급하는 발화에서 발화 시점 이후 일정 기간 지속되기를 의도하거나 기대하는 동적 상황을 전달한다.
2.용법
- будут 활용꼴(буду, будешь, будет, будем, будете)와 불완료상의 원형부정사로 이루어진다.
(1) Я буду читать газету. 
불완료상 동사 читать의 미래
(2) Я буду переводить текст завтра.
불완료상 동사 переводить의 미래
- 부정문에서의 용법: 과거시제와 마찬가지로 행위의 부재를 나타낸다. 불필요성이나 금지의 상적 뉘앙스를 나타낸다. 미래시제에서 행위부재의 의미는 행위를 완수하려는 의도와 희망이 없는 것으로 볼 수 있다 (не буду решать - не собираюсь, не хочу).

완료상 동사
1.상적의미
- 미래시제에서 (1)일회성 행동의 동사행위 명명, (2)행위의 완결, 결과 중시, (3)잠재적 가능성의 표시를 뜻한다.
(1) Мы сейчас пошлём Анну в магазин. 
우리는 이제 안나를 상점에 보낼 것이다.
(2) Такой своего добьётся! Он всё поймёт. 
그것을 노력해서 얻을 수 있을 것이다! 그는 다 이해할 것이다.
(3) Игорь всегда вам всё объяснит. 
이고르는 항상 당신에게 모든 것을 설명할 수 있을 것이다.
- 화자의 관점으로 볼 때 반드시 실현되는 단일한 일체로서의 행위의 전달에 쓰인다.
- 완료상 동사의 고유 상 의미인 결과성(результативность)에서 도출된 새로운 상태에 대한 의도, 기대, 예측을 의미한다. 

2.용법
- 동사를 활용한다.
(1) Я прочитаю газету. 
완료상 동사 прочитать의 활용-미래
(2) Я переведу текст завтра.
완료상 동사 перевести의 활용-미래
- 부정문에서의 용법: 미래행위의 결과의 부재를 나타낸다. 결과의 부재는 결과에 도달할 수 있는 불가능성으로(не решу - не смогу, не возможно решить) 볼 수 있다.                

### 러시아어 상의 파생
러시아어 동사는 불완료상 또는 완료상을 표현하며, 때때로 두 가지 상을 모두 지닌 경우(이중상 동사)도 존재한다.     
두 가지 상을 구분하는 것은 형태적으로 가능하며, 일반적으로 접두사 혹은 접미사를 첨가하여 하나의 동사에서 다른 상의 동사를 파생시키지만, 완전히 다른 형태를 지닌 쌍의 동사 역시 존재한다.     

#### 예시

##### 1) 접두사 첨가
писать(불) → написать(완)     
: 접두사 на- + писать    
читать(불) → перечитать(완)    
: 접두사 пере- + читать    
просить(불) → попросить(완)     
: 접두사 по- + просить    
접두사 파생의 경우 대개 불완료상에서 완료상을 파생하는 경우지만,     
(1)불완료상 동사에서 불완료상 동사가 파생되는 경우 {чувствовать(느끼다) → предчувствовать(예감이 들다)}    
(2)이중상 동사에서 완료상 혹은 이중상 동사가 파생되는 경우 {рекомендовать(추천하다) → порекомендовать(완/추천하다)}    
(3)완료상 동사에서 완료상 동사가 파생되는 경우     
등 드물게 예외가 존재한다.    

##### 2) 접미사 첨가
заработать(완) → зарабатывать(불)    
: зараб + 접미사 -атыва-    
встать(완) → вставать(불)
: вст + 접미사 -ава-    
толкать(불) → толкнуть(완)    
: толк + 접미사 -ну-    
접미사 파생의 경우 불완료상에서 완료상이 파생되는 경우와 완료상에서 불완료상이 파생되는 경우가 모두 존재한다.    

##### 3) 완전히 다른 형태를 갖는 경우
говорить(불) → сказать(완)
брать(불) → взять(완)

### 접사에 의한 재파생
때때로 접사에 의해 파생되어 새로운 상을 형성한 동사에 새로운 접사가 붙어 동사를 파생시키기도 한다. 이는 특히 후술할 의미가 더해지는 접사 파생의 경우에 자주 나타난다.

#### 예시
читать(불) → прочитать(완) → прочитывать(불)    
пить(불) → выпить(완) → выпивать(불)        

### 접사 파생에서의 의미 추가
접두사 및 접미사로 별개의 상을 지닌 동사를 파생하는 경우, 해당 접사가 지닌 의미가 본래의 동사에 더해지기도 하며, 특히 접두사 파생에서 극히 생산적이다.    

#### 예시

##### 1) 접두사 첨가
строить(불/건설하다) → перестроить(완/재건하다)    
: 접두사 пере-는 '다시', '반복', '건너다' 등의 의미를 지니고 있다. 접두사의 정확한 의미는 다음의 링크를 참조.    
чувствовать(불/느끼다) → предчувствовать(불/예감이 들다)    
: 접두사 пред-은 '이전의', '미리', '선결된' 등의 의미를 지니고 있다. 접두사의 정확한 의미는 다음의 링크를 참조.    

##### 2) 접미사 첨가
толкать(불/밀다) → толкнуть(완/한 번 밀다)    
: 접미사 -ну-는 '일회성'의 의미를 담고 있다.                

### 위치 동사
위치동사란 공간 안에서 대상의 위치를 구체화하는 의미를 지니는 동사 부류이다. 러시아어는 세 가지의 개별적인 표현으로 존재한다. 위치동사는 수평적 또는 수직적 위치에 따라 분류가 가능하다.
1)   상태를 의미하는 자동사
2)   행위를 표현하는 자동사
3)   사역의 의미를 포함하는 타동사 
의미 자질
의미 자질에는 1) 수평성 2) 표면성 3) 방향성 4) 부동성이 있다. 이러한 자질들은 동사가 나타내는 행위나 상태의 특정한 성질을 더 구체적으로 설명하는 데 사용된다.  

1.    수평성: 기본적인 의미 특성으로 공간의 수평적 특성이다. 즉 동작이 수평적인 방향으로 진행됨을 나타냅니다.
бежать (뛰다), ползти (기어가다)
2.    표면성: 대상과 그것이 놓인 표면과의 접촉 여부이다. 즉 동작이 표면 위에서 이루어짐을 나타낸다. 
скользить (미끄러지다), плавать (헤엄치다)
3.    방향성: 수평적으로 위치하는 행위 과정에서 방향을 지니는 변화이다. 즉 동작이 특정 방향으로 진행됨을 나타낸다. 
идти (걷다, 가다), ехать (차로 가다)
4.    부동성: 특정 위치에 고정된 상태이다. 즉 동작이 정지된 상태에서 이루어짐을 나타낸다. 
стоять (서다), сидеть (앉다)

ЛЕЖАТЬ을 네 가지 자질 측면에서 살펴보자. 
1.    수평성: "лежать"는 주로 수평으로 누워 있는 상태를 나타낸다. 
Книга лежит на столе. (책이 책상 위에 놓여 있다.)
Мяч лежит на поле. (공이 운동장 위에 놓여 있다.)
2.    표면성: "лежать"는 어떤 대상이 표면 위에 놓여 있는 상태를 강조한다. 
Снег лежит на земле. (눈이 땅 위에 쌓여 있다.)
Листья лежат на земле. (잎들이 땅 위에 떨어져 있다.)
3.    방향성: "лежать"는 (길, 도로)나있다, 임무 등이 있다의 의미를 지닌다.
Ручка лежит поперёк стола. (펜이 책상을 가로지르며 놓여 있다.)
На каждом лежит долг гражданина. 시민의 의무가 각자에게 있다.)
4.    부동성: "лежать"는 움직이지 않고 특정 위치에 고정된 상태를 나타낸다. 
Солдат лежит на поле боя. (군인이 전장에 누워 있다.)
Запасы лежат в подвале. (비축품이 지하실에 보관되어 있다.)            
동사 класть의 의미 유형
| 동사의 의미 자질            | 예시 |
| --------------------------- | --- |
| [+수평성][+표면성][+방향성] | 1. Алёна клала раненого на кровать. (알료나는 부상자를 침대에 눕혔다.) 2. В чемодане оказалось пустое место, и я кладу туда сено. (여행 가방에 빈 공간이 생겨서, 그곳에 나는 건초를 놓는다.) |

| 동사의 의미 자질            | 예시 |
| --------------------------- | --- |
| [-수평성][+표면성][+방향성] | 1. Никита клал краску на холст. (니키타는 캔버스에 물감을 칠했다) 2. Таня клала себе на талелку мясо. (타냐는 자기 접시에 고기를 수북이 쌓아 담았다.) 3. Постоянная напряжённость кладет свой отпечаток на лица рабочих. (항시적인 긴장감은 일하는 사람들의 얼굴에 흔적을 남긴다.) 4. Таможенные чиновники берут пошлину и кладут клеймо. (세관 직원들은 관세를 징수하고 도장을 찍는다.) |

| 동사의 의미 자질            | 예시 |
| --------------------------- | --- |
| [-수평성][-표면성][+방향성] | 1. Агата клала молоко в холодильник. (아가타는 냉장고에 우유를 넣었다.) 2. Не кладите столько соли в суп. (수프에 소금을 그렇게 많이 치지 마세요.) 3. Я клал деньги в банк. (나는 은행에 돈을 저금했다.) 4. Мы клали на подготовку проекта четыре недели. (우리는 프로젝트 준비에 4주를 쓰기로 정했다.) |

| 동사의 의미 자질            | 예시 |
| --------------------------- | --- |
| [-수평성][-표면성][+방향성] | 1. Это решение кладет конец длительному судебному конфликту. (이 결정은 장기간의 법적 분쟁을 종식시킨다.) 2. Так изображение на фотографии слилось с историей жизниб что и кладет начало формированию образа. (그렇게 사진 속 모습은 삶의 역사와 어우러져, 이미지를 형성하기 시작한다.) |

조어 방법
러시아어 동사는 어근, 접두사, 접미사, 그리고 변화형을 통해 만들어진다. 단어가 만들어지는 과정을 조어라고 하고, 아래에 러시아어 동사 조어의 주요 방법을 설명했다. 이러한 규칙들을 통해 러시아어 동사는 다양한 의미와 형태로 변형될 수 있고, 조어 규칙을 잘 이해하면 새로운 동사를 보다 쉽게 익히고 활용할 수 있다.

1. 어근 (Корень)
동사의 기본 형태는 어근에서 시작한다. 어근은 동사의 가장 핵심적인 의미를 담고 있는 부분이다.

예: пис- (쓰다), говор- (말하다)

2. 접두사 (Приставка)
접두사는 어근 앞에 붙어 동사의 의미를 변화시키거나 새로운 동사를 만든다. 접두사는 동사의 방향, 완전성, 반복성 등을 나타낼 수 있다.

예:

писать (쓰다) → подписать (서명하다)
говорить (말하다) → заговорить (말을 시작하다)

3. 접미사 (Суффикс)
접미사는 어근 뒤에 붙어 동사의 의미를 변화시키거나 특정 문법적 기능을 나타낸다. 러시아어에서는 동사 종류(예: 1변형, 2변형)를 구분하기 위해 접미사를 사용하기도 한다.

예:

читать (읽다) → прочитать (다 읽다)
строить (짓다) → построить (완성하다)

4. 시제와 상 (Вид и Время)
러시아어 동사는 완료상(совершенный вид)과 미완료상(несовершенный вид)으로 나뉘며, 이는 동사의 의미를 크게 변화시킬 수 있다. 완료상 동사는 동작이 완료된 것을 나타내며, 미완료상 동사는 동작이 진행 중이거나 반복되는 것을 나타낸다. 대부분의 동사는 이러한 상을 나타내기 위해 접두사나 접미사를 사용한다.

예:

писать (쓰다, 미완료상) → написать (완료하다, 완료상)
делать (하다, 미완료상) → сделать (완성하다, 완료상)

5. 동사의 형태 변형 (Спряжение)
동사는 인칭, 수, 시제에 따라 형태가 변한다. 이는 주로 어미 변화로 나타난다.

예:

я пишу (나는 쓴다)
ты пишешь (너는 쓴다)
он/она пишет (그/그녀는 쓴다)
мы пишем (우리는 쓴다)
вы пишете (당신들은 쓴다)
они пишут (그들은 쓴다)

6. 활용 형태 (Глагольные формы)
러시아어 동사는 동명사, 과거 시제, 명령형 등의 형태로 활용될 수 있다.

예:

писать (동명사: 쓰다)
писал/писала/писали (과거: 썼다)
пиши/пишите (명령형: 써라/쓰세요)

[자세 동사 сидеть]

러시아어 자세 동사의 의미적 특성에 대해 알아보자.  
자세동사란, 신체의 부동자세를 가리키는 동사로, 행위 의미와 상태 의미를 모두 포함하는 동사 부류이다. 

한국어 ‘앉다’는 러시아어에서 앉아있는 정적인 상태를 가리키는 ‘сидеть’와 몸을 낮춰서 앉는 동적인 과정을 가리키는 ‘садиться’로 구분할 수 있다. 자세 동사는 정적인 공간상의 위치 의미 뿐 아니라, 행위자의 의식적인 노력이 요구된다는 점에서 어느 정도의 역동적인 행위성도 갖는다. 따라서 자세 동사는 자세 의미와 비자세 의미, 상태성과 행위성이 연결되어 있다고 볼 수 있다.
이 중 сидеть가 자세 의미일 경우, 구체적인 공간에 엉덩이를 붙이고 상체를 세워 위치한다는 의미를 갖는다. 예문은 다음과 같다.
На вершине дерева неподвижно сидел глухарь. 
(유충이 나무 꼭대기에 움직이지 않고 앉아있었다/있었다.)

위치 의미일 경우에는 동물이 꼼짝 않고 있다, 오랫동안 공간에 머무르다, 지내다, 직위에 있다 등의 의미를 가지며, 예문은 다음과 같다.
Я хочу сидеть тихонько в деревне и писать исторический роман.
(나는 조용하게 시골에 머무르며 역사소설을 쓰고 싶습니다.)

행위 의미일 때는 ‘전치사 за/над + 도구나 행위 명사’와 결합한다. 이 때 명사는 컴퓨터, 문서 작업, 뜨개질 등처럼 앉아서 하는 활동의 도구이며, -하다, -쓰다로 해석할 수 있다. 
Однажды вечером ― он сидел за английским переводом.
(어느 날 저녁에 그는 영어 번역을 했다.)

특수 의미일 때는 감옥에 갇히다, 식이 요법에 있다, 체형에 맞다, 배가 정박해있다 등의 의미가 있으며, 사물이 전형적인 공간 속에 고정되어 있는 상태를 기술한다. 
Гвоздь крепко сидит в стене.
(못이 벽에 단단히 박혀 있다)
운동동사
흔히 운동동사(이동동사)라고도 불리며 정태 - 부정태로 나뉘어지는 동사들이 있다.

정태동사 (идти, ехать)
1) 한 방향으로 진행되는 동작을 묘사할 때
예) Я иду в школу.
Мы ехали на море.
2) 눈/비가 오다, 시간이 흐르다 등의 의미일 때 (идти)
예) Сегодня идёт дождь.
Лекция шла 3 часа.

부정태 동사 (ходить, ездить)
1) 여러 방향으로 움직이는 운동일 때
2) 정기적, 반복적 움직임일 때 (빈도부사가 종종 사용된다.)
예) Я часто хожу на балет.
3) 과거의 왕복 행위를 묘사할 때
예) Я ходил в парк.
Он ездил в музей.
4) 능력이나 가능성을 이야기할 때
5) 특정 동사들과 결합할 때 (주로 좋아한다 등 반복적인 의미가 내포되어 있는 경우)
예) Я люблю ходить пешком.
동사변화
운동동사는 예외적으로 변하는 경우가 많기 때문에 주의해야 한다.
- идти

- 현재: иду идёшь идёт идём идёте идут
- 과거: шёл шла шли 
- ходить

- 현재: хожу ходишь ходит ходим ходите ходят 
- 과거: ходил ходила ходили
위에서 소개한 동사들 외에도 плыть-плавать лететь-летать 등 다양한 이동동사가 있다.
이동동사의 특징
이동동사들은 다른 동사들과 문법적으로 다르게 사용된다.
- 이동동사 다음 장소가 나오는 경우 в/на + 대격(장소), к + 여격(사람) 을 사용한다.
- 앞에 по, при, во, у, вы 등을 붙여 완료상을 만들며 의미를 추가할 수 있다.
- 이동동사 중 идти, ходить은 걸어가는 것을 의미하고, ехать ездить은 이동수단(탈 것)이라는 점에서 구별된다.
운동동사는 의미의 구심점인 일차적 의미와 문맥에 영향을 받는 이차적 의미가 있다.
| 단어            | 일차적 의미          | 이차적 의미                                                                                             | 예문 |
| --------------- | -------------------- | --- | --- |
| идти            | 걸어 가다(정태)      | 눈/비가 오다, 진행 중이다, 시계가 간다 ,어울리다                                                        | -Вчера шёл снег/дождь -어제 눈/비가 왔다 -Вчера матч шёл 5 часов -어제 시합이 5시간 동안 진행되었다 -Часы не идут -시계가 안 간다 -Этот платье идёт Алёне -이 드레스는 알료나에게 어울린다 |
| ходить          | 걸어 가다(부정태)    | 옷을 입은 상태이다, 기분이 ~하다, (ходят слухи) ~한 소문이 있다, (ходить вокруг да около) 에둘러 말하다 | -Она ходит только в брюках -그녀는 바지만 입고 다닌다 -Алёна ходит счастливая -알료나는 행복하며 다닌다 - Ходят слухи, что Университет Йонсей лучше, чем университет Корё -연세대학교가 고려대학교보다 낫다는 소문이 있다 -Не ходи вокруг да около, скажи прямо -돌려 말하지 말고, 직설적으로 말해                                                                          |
| бежать          | 달리다               | 시간이 흐르다, 액체가 흐르다                                                                            | -Время бежит. -시간이 빨리 흐른다 -Слёзы бегут из глаз по её шекам -눈에서 눈물이 그녀의 볼을 타고 흐른다 |
| лететь          | 날아 가다            | 시간이 빠르게 흐르다, 빠르게 움직이다                                                                   | -Время летит. -시간이 빠르게 흐른다 -почему ты летишь на библиотеке. -너 도서관에 왜 그리 빨리가? |
| плыть           | 수영하다             | 흘러가다, 떠다니다                                                                                      | -Облака плывут по небе -구름이 하늘에서 흘러간다 -Мысли плыли в голове, я не смогла сосредоточиться -생각들이 머릿 속을 떠다녀서, 나는 집중을 할 수 없었다 |
| нести           | 가지고 가다 (정태)   | 책임을 지다, 짊어 지다, 지탱하다                                                                        | -Он несёт ответственность за свои грехи -그는 그의 죄에 대한 책임을 진다 -эти колонны несут крышу -이 기둥들이 지붕을 지탱하고 있다. |
| носить          | 가지고 가다 (부정태) | 옷을 입는다, 수염을 기르다, 이름을 따오다                                                               | -Зимой он носит длинное чёрное пальто -겨울에 그는 긴 검은 코트를 입는다 -Раньше отец носил усы, но теперь не носит -전에 아버지는 콧수염을 길렀지만, 지금은 안 기르신다 -Санкт-Петербург носит имя святого Петра -상트페테르부르크는 성 베드로의 이름을 따서 지었다 |
| вести           | 데리고 가다 (정태)   | 진행하다, 운영하다, 연설하다, 교섭(переговоры)하다, 처신하다                                            | -Сейчас учительница ведёт урок истории -지금 선생님이 역사 수업을 하고 계신다 -Диктор ведёт концерт классической музыки -아나운서가 클래식 음악 콘서트를 진행한다 -Профессор Цой ведёт речь о романе Достоевского -최교수님은 도스토옙스키의 소설에 관한 연설을 하신다 -Президенты ведут переговоры о торговом сотрудничестве -대통령들이 무역 협력에 관한 교섭을 하고 있다 |
| водить          | 데리고 가다 (부정태) | 속이다                                                                                                  | -Он просто водит их за нос -그는 그들을 속이고 있다 |
| везти - повезти | 태워 가다            | 운이 좋다                                                                                               | -Ему повезло, он выиграл в лотерею миллион долларов -그는 운이 좋았어. 복권으로 100만 달러를 땄다 |

정태/부정태 동사와 결합하는 접두사
운동동사는 특정 접두사들과 결합하여 이동의 방향과 특성 등을 나타낼 수 있다. 예를 들어 в(во-)라는 접두사는 밖에서 안으로 향하는 것을 의미하는데, 이 접두사가 결합된 войти, въехать, входить, въезжать는 기존의 한 방향 또는 여러 방향으로 걸어가거나 이동수단을 타고 가는 의미에 더해 공통적으로 밖에서 안으로 이동하는 행위의 의미를 띠게 된다.
운동동사와 결합될 수 있는 대표적인 접두사는 다음과 같다.

1) в(во-): 밖에서 안으로 이동의 의미를 의미한다. -в, на + 대격(~로), из + 생격(~로부터) 같은 전치사가 자주 함께 쓰인다.
2) вы-: 안에서 밖으로 이동의 의미를 의미한다. -в, на + 대격(~로), из + 생격(~로부터) 같은 전치사가 자주 함께 쓰인다.
3) при-: 도착의 의미를 나타낸다. -в, на + 대격(~로), из, с + 생격(~로부터), -к + 여격(~쪽으로, ~집에), от + 생격(~로부터) 같은 전치사가 자주 함께 쓰인다.
예시문장: Он всегда приходит вовремя. (그는 항상 제시간에 도착합니다.)
4) у-: при의 반대 의미로, 떠나고 없다는 의미를 나타낸다. вы와의 차이점은 현재 장소를 완전히 떠나 없는 상태라는 것이다. -в, на + 대격(~로), из, с + 생격(~로부터), -к + 여격(~쪽으로, ~집에), от + 생격(~로부터) 같은 전치사가 자주 함께 쓰인다.
예시문장: Она уходит с работы в шесть часов. (그녀는 6시에 일을 떠납니다.)
5) за-: 잠깐 방문하다, 들르다의 의미를 나타낸다. -в, на + 대격(~로), к + 여격(~쪽으로, ~집에), -за + 조격(~를 하러) 같은 전치사가 자주 함께 쓰인다.
예시문장: Я зайду к тебе после работы. (나는 일 끝나고 너에게 잠깐 들를게.)
6) под-: 어떤 것에 가까워지다, 접근한다의 의미를 나타낸다. к + 여격(~쪽으로, ~집에) 같은 전치사가 자주 함께 쓰인다.
7) от-(ото-): 어떤 것으로부터 떨어져 나오다, 이탈하다, 멀어지다의 의미를 나타낸다. -от + 생격(~로부터), в, на + 대격(~로) 같은 전치사가 자주 함께 쓰인다.
예시문장: Ветер отнес лодку далеко от берега. (바람이 배를 해안에서 멀리로 보냈습니다.)
8) до-: ~에 도달한다는 의미를 나타낸다. при와 다른 점은 при는 단순한 도착의 의미를 더 강조하고 있다는 것이다. -до + 생격(~까지) 같은 전치사가 자주 함께 쓰인다.
예시문장: Письмо дошло до адресата через три дня. (편지는 3일 만에 수신자에게 도달했습니다.)
9) об-: -вокруг + 생격(~주위) 같은 전치사가 자주 함께 쓰인다.
① 빙 돌아 우회한다는 의미를 나타낸다.
② 주위를 따라 빙글빙글 돈다는 의미를 나타낸다. (전치사 вокруг와 함께)
③ 빠진 곳 없이 전부 다 가본다는 의미를 나타낸다.
예시문장: Экскурсовод обошел все исторические места города. (가이드는 도시의 모든 역사적 장소를 방문했습니다.)
10) про-:  -мимо + 생격(~옆을), через + 대격(~를 지나), над/под + 조격(~위를/아래를) 같은 전치사가 자주 함께 쓰인다.
① 옆을 지나간다는 의미를 나타낸다.
② 장소를 통과하다, 가로질러 지나가다의 의미를 나타낸다.
예시문장: Она прошла через парк, чтобы добраться домой. (그녀는 집에 가기 위해 공원을 통과했습니다.)
11) пере-: 어떤 장소에서 다른 장소로의 이동한다는 의미를 나타낸다. из, c + 생격(~로부터), в, на + 대격(~로), через + 대격(~를 지나) 같은 전치사가 자주 함께 쓰인다.
예시문장: Мы переехали в новый дом на прошлой неделе. (우리는 지난주에 새 집으로 이사했습니다.)
과거시제 불완료상의 특수한 의미
1) 과거에 어떤 행위에 대한 단순한 명명 
사건의 진행, 행위의 반복 혹은 행위 그 자체에 집중하는 불완료상을 과거시제로 쓸 경우, 행위에 대한 단순한 명명 또는 언급을 의미하기도 한다. "~해본 적 있다."라고 해석되며 반복적인 행위가 아니더라도 행위 자제에 관심을 가지고 그 행위가 과거에 있었음을 말할 때 사용한다. 
예) Да, я был там в прошлый раз. : 단순히 행위를 명명하는 의미를 지닌다.
2) 결과의 무효화
과거에는 행위가 있었으나, 발화시에는 그 행위의 결과가 남아있지 않고 없어져, 다시 원래로 돌아갔음을 의미한다. 결과의 무효화는 надевать(입다.) - снимать(벗다.) , включать(켜다.) - выключать(끄다.) 등의 반대되는 의미를 갖는 동사들의 과거시제 불완료상에서만 나타난다.

과거시제 완료상의 특수한 의미
1) 과거에 시작한 행위가 현재까지 지속됨을 의미
과거시제 완료상은 어떤 행위가 과거에 시작되어 현재까지 계속되고 있음을 나타낼 수 있다. 앞의 반대되는 의미를 갖는 동사들 뿐만 아니라, 정신적, 물리적 상태를 표시하는 동사들에서도 나타난다. 
예) чувствовать - почувствовал : '느끼다'라는 동사를 과거시제 완료상으로 쓰면 다음과 같다. 이는 어떤 상태나 감정을 느끼기 시작했음을 의미한다. 
만약 이런 동사들을 불완료상으로 사용할 경우, 발화시점에도 행위가 지속되는 지는 관심의 대상이 아니다.
2) 사전에 언급, 계획, 의도, 동의된 것의 결과로서의 행위 실행
사전에 언급, 계획, 의도, 동의된 것의 결과로서 그 행위가 실행 되었는지를 나타내는 의미를 지닐 수 있다.
예) Ты принял лекарство? : 과거시제 완료상을 통해 두 대화자가 사전에 이야기한 행위에 대해 그것을 실행했는지를 묻는다.'

시제에 따른 상 형태 빈도수

문법범주로 지니고 있는 상과 시제는 특별히 서로 밀접한 상호연관성을 지니고 있다
동사가 지니고 있는 행위적 특성뿐만 아니라 문법적 상의 형태에 따라서도 동사의 행위적 특성이 다르게 표현되기도 한다. 즉 같은 어휘의 동사가 완료상인지, 불완료상인지에 따라 동사의 행위적 특성의 의미가 다르게 나타날 수도 있다.
НКРЯ를 바탕으로 조사한 결과에 따르면 과거시제에 비해 미래시제에서의 완료상 형태와 불완료상 형태에 따른 빈도수 차이가 두드러지게 나타난다는 것을 확인할 수 있다. 미래시제에서의 상선택 빈도수를 러시아어 국립 코퍼스가 조사하였다. 어휘 의미적으로 다섯 그룹으로 나누어서 빈도수 조사를 진행하였다. 
그룹1 행위를 의미하는 동사
행위를 의미하는 동사들이란 한계쌍(предельные пары)을 이룬다고 설명하고 있는 일반적 행위를 지칭하는 동사들이다. 불완료상 형태는 한계에 도달하는 과정 또는 발달중인 과정을 의미하고 완료상 형태는 한계에 도달한 상태를 의미한다
Я открывал окно, когда она вошла.
해석: 나는 창문을 열고 있는 중이었을 때 그녀가 들어왔다.
설명: 여기서는 창문을 여는 과정에 중점을 두며, 그녀가 들어왔을 때 창문을 열고 있는 상태를 나타낸다.
Я открыл окно, и свежий воздух заполнил комнату.
해석: 나는 창문을 열었고, 신선한 공기가 방을 가득 채웠다.
설명: 여기서는 창문을 연 결과에 중점을 두며, 창문을 연 후에 신선한 공기가 방을 채운다는 결과를 나타낸다.

과거시제와 미래시제 모두에서 완료상 형태가 불완료상 형태보다 빈도수가 높게 나타났다

그룹2 화행동사
화행동사란 말하는 행위 자체를 나타내는 동사이다. 화행동사에는 표현적 화행동사(признаваться), 지시적 화행동사 (приказывать), 약속적 화행동사 (обещать), 의문적 화행동사 (спрашивать), 선언적 화행동사 (объявлять) 등이 있다. 
과거시제에서 총 10 쌍 중 한 쌍( звать- позвать)을 제외한 쌍의 동사에서 완료상 형태가 불완료상 형태보다 빈도수가 높게 나타났다
그룹3 감정·지각 동사
인간의 감각과 감정을 표현하는 다양한 동사들을 지칭한다. 완료상 형태는 그 동사가 의미하는 행위로의 즉각적인 이동을 의미하고 불완료상 형태는 그 이동으로 인해 만들어진 상태를 의미한다. 
예.) радоваться"와 "обрадоваться"의 차이점
"радоваться"는 일반적인 기쁨이나 즐거움을 표현할 때 사용되며, 지속적인 감정이나 일반적인 상황에 적합하다. à Я радуюсь весной. (나는 봄에 기뻐합니다.)
"обрадоваться"는 특정 사건이나 상황에 대한 감정적인 반응을 나타내며, 완료적인 기쁨이나 일시적인 감정 변화를 강조한다. à Я обрадовался твоему приезду. (너가 왔어서 기뻤다.)
과거 시제에서는 불완료상의 빈도수가 높게 나타나고, 미래시제에서는 완료상이 높게 나타난다.

그룹4 경향 의미의 동사
불완료상 형태의 동사가 완료상 형태가 표현하는 사건의 발생순간으로 이끄는 징후나 상태를 의미하는 경향을 나타내는 동사들을 의미한다. 
находить-найти의 차이점 
Я часто нахожу интересные книги в библиотеке. (나는 도서관에서 종종 흥미로운 책을 찾습니다.)à 지속적이고 반복적인 동작을 나타내며 얼마나 자주 일어나는지에 주목한다. 
Я наконец-то нашел свои ключи. (나는 마침내 내 열쇠를 찾았다.)à 특정 시점에 동작이 완료되거나 결과가 나타난 상황을 나타내며, 일시적이고 명확한 행동을 강조한다.
과거시제에서나 미래지제에서나 이와 같은 유형은 모두 완료상 형태가 불완료상 형태보다 빈도수가 높게 나타났다 
그룹5 반복상 쌍 동사
완료상과 불완료상의 상 대립에 의해 단일성 반복성 의미와의 다른 대조적인 의미가 나타나지 않는 동사들을 의미한다. 대체적으로 완료상 형태가 불완료상 형태보다 빈도수가 높게 나타났다. 
Я узнаю его с детства. (나는 어릴 적부터 그를 알아왔다.)
Я узнал его вчера на улице. (나는 어제 거리에서 그를 알게 되었다.)

## 형용사
형용사는 명사와 같이 성·수·격에 따라 변화되고, 한정적 용법에는 형용사가 일치한다. 서술적 용법에서는 어미가 짧은 "단어미형"도 이용된다.